# Klemens Janicki
Klemens Janicki, o también Janicjusz (1516-1543) (en latín, Clemens Janicius) fue un humanista polaco del Renacimiento, eminente poeta latino.
Hijo de un campesino, estudió en Żnin y en Poznań. Ya en 1536-37, se data su primera obra en latín, epigramas laudatorios sobre los Primados de Polonia, Vitae archiepiscoporum Gnesnensium. En Poznań, tal vez ejerció de bibliotecario y fue secretario del notable arzobispo y humanista Andrzej Krzycki. Tras la muerte de Krzycki y bajo la protección de Piotr Kmita, voivoda de Cracovia, escribió, entre otras obras,Querella Reipublicae Regni Poloniae. De 1538 a 1540 y gracias a la ayuda de Kmita, estudió en la Universidad de Padua, donde obtuvo el título de doctor en Filosofía, y fue premiado con el título de poeta laureado por el papa Paulo III.
Retornado a su patria en 1540, las relaciones con su mecenas Kmita se deterioraron notablemente. Convertido en cura párroco de Gołaczewy, y ya enfermo de hidropesía desde su viaje italiano, Janicki escribió su Tristium liber, donde intuye su próxima muerte, que tuvo lugar en enero o febrero de 1543, a los veintisiete años de edad. Póstumamente se publicó su Epithalamium Serenissimo Regi Poloniae, Sigismundo Augusto.